# Attagenus lategriseus
Attagenus lategriseus es una especie de coleóptero de la familia Dermestidae.

## Distribución geográfica
Habita en el Congo y Kenia.